# Smalfräken
Smalfräken (Equisetum variegatum) är en växtart i familjen fräkenväxter. Den har flerpipig, späd stjälk som är övervintrande. Stjälken är 1-3 dm hög och hård jämfört med andra fräkenarter. Strobilus sitter på de vanliga gröna skotten. Smalfräken växer på fuktig mark som helst ska vara kalkrik.